# Robert Ljubičić
Robert Ljubičić (* 14. Juli 1999 in Wien) ist ein österreichisch-kroatischer Fußballspieler.

## Karriere

### Verein
Ljubičić begann seine Karriere beim Favoritner AC. 2006 kam er in die Jugend des SK Rapid Wien. 2009 wechselte er zum Wiener Sportklub. 2014 kam er in die AKA St. Pölten, bei der er fortan sämtliche Altersstufen durchlief.
Im Jänner 2018 wechselte er zu den Amateuren des SKN St. Pölten. Sein Debüt für diese in der Regionalliga gab er im März 2018, als er am 22. Spieltag der Saison 2017/18 gegen die Amateure des FC Admira Wacker Mödling in der Startelf stand und in der 64. Minute durch Martin Adamec ersetzt wurde.
Nach elf Spielen für die Amateure debütierte Ljubičić im Mai 2018 für die Profis in der Bundesliga, als er am 34. Spieltag jener Saison gegen den SCR Altach in der Startelf stand. In dreieinhalb Spielzeiten beim SKN kam er zu 88 Bundesligaeinsätzen, in denen er sieben Tore erzielte. Am Ende der Saison 2020/21 stieg er mit den Niederösterreichern aus der Bundesliga ab.
Daraufhin wechselte er zur Saison 2021/22 zum Bundesligisten SK Rapid Wien, bei dem er bereits in seiner Jugend gespielt hatte. In Wien unterschrieb er bereits im März 2021, lange vor dem Abstieg St. Pöltens, einen bis Juni 2024 laufenden Vertrag. Für Rapid kam er insgesamt zu 25 Bundesligaeinsätzen, in denen er zwei Tore erzielte. Bereits nach einer Spielzeit in Wien wechselte der Mittelfeldspieler zur Saison 2022/23 nach Kroatien zu Dinamo Zagreb. Im Januar 2024 wechselte er zu AEK Athen.

### Nationalmannschaft
Ljubičić wurde im März 2019 erstmals in den Kader der kroatischen U20-Auswahl berufen. Im selben Monat debütierte er gegen die Schweiz für diese.
Im August 2020 wurde der Mittelfeldspieler für den Kader der österreichischen U21 nominiert. Daraufhin debütierte er im September 2020 gegen Albanien für diese.
Im November 2022 entschied sich der mittlerweile 23-jährige Ljubičić, nachdem er im Sommer nach Kroatien gewechselt war, künftig nur noch für den kroatischen Fußballverband spielen zu wollen. Die FIFA genehmigte diesen „Nationenwechsel“ im Jänner 2023. Der Spieler selbst äußerte sich hierzu mit den Worten „Es war keine einfache Entscheidung. Ich bin in Österreich aufgewachsen. Ich werde Österreich, meinen Trainern und meinen Vereinen immer zu Dank und Respekt verpflichtet sein. Aber ich habe kroatisches Blut, das sind meine Leute, meine Familie, ich hatte das starke Verlangen, Kroatien als mein Heimatland zu repräsentieren.“

## Persönliches
Sein Bruder Dejan (* 1997) ist ebenfalls Fußballspieler.